# Ambracia
Ambracia (în greaca Ἀμπρακία) este un oraș din Grecia, fondat între anii 650-625 î.Hr (secolul VII î.Hr.) drept colonie corintică de către Gorgus, fiul tiranului din Corint, Cipselus.